# Šedovous sibiřský
Šedovous sibiřský (Spodiopogon sibiricus) je bujně vzrůstná trsnatá vytrvalá bylina z čeledi lipnicovitých. Kvete od srpna do září.

## Výskyt
Šedovous sibiřský je původní v oblastech Japonska, Koreje a Mandžuska a na Sibiři, kde se původně vyskytoval na loukách, ve světlých lesích a křovinách.

## Použití
Používá se jako okrasná rostlina. Použití jako okrasné rostliny omezuje poměrně velká velikost trsů a poměrně nezajímavý vzhled. Dorůstá 80–120 cm. Je možné rostlinu použít jako výplň v záhonech, vhodná je pro větší sadovnické výsadby, doplněk výsadby vyšších trvalek. Vhodná pro výsadby málo náročné na údržbu. Rostlinu lze použít do suché vazby, je však používána velmi vzácně.

## Pěstování
Vyžaduje světlé polohy a vlhké půdy. Množí se semeny, ale snadno také dělením trsů. Je doporučen řez na jaře.